# 브래드 윌

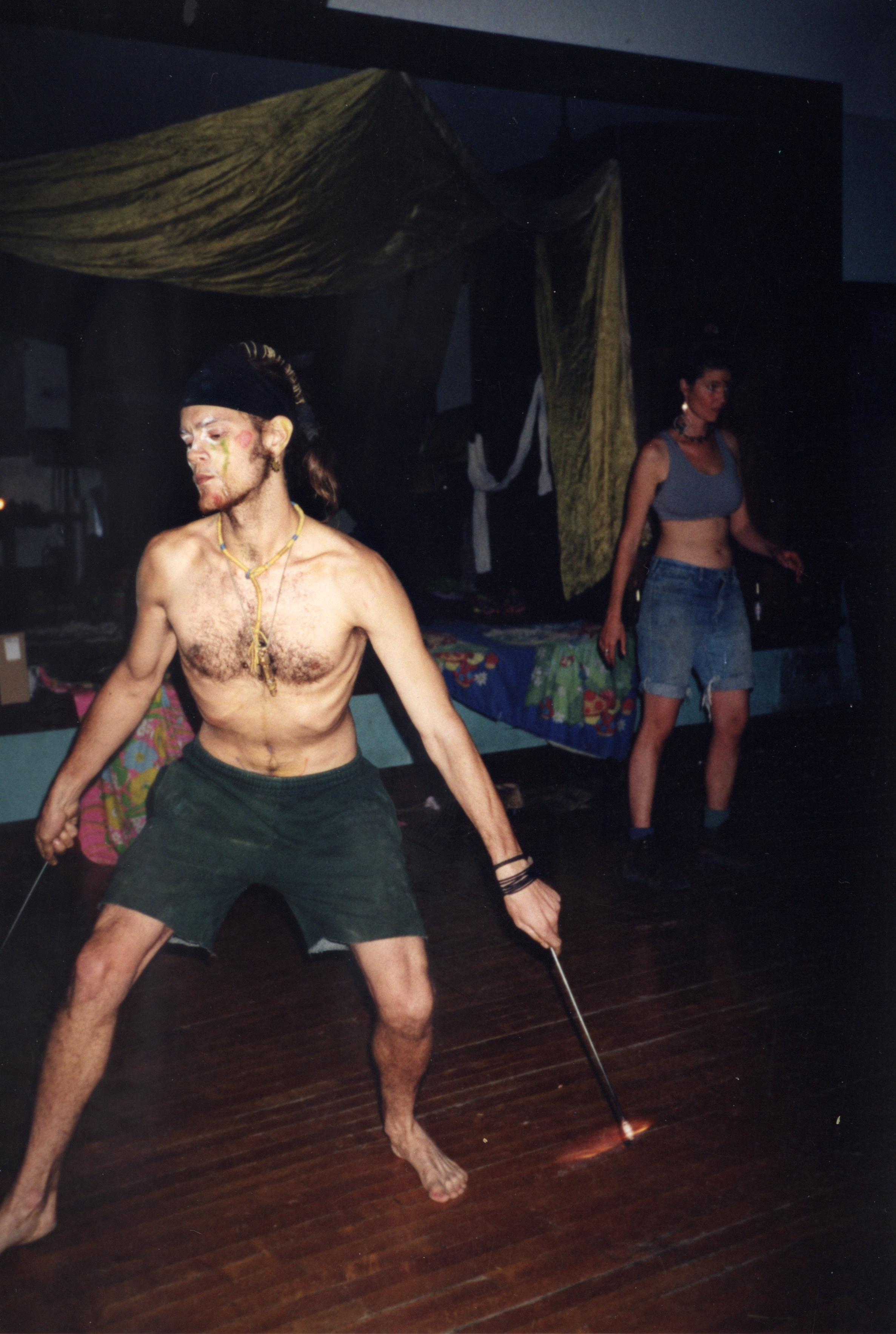

브래드 윌(Bradley "Brad" Roland Will, 1970년 6월 14일 ~ 2006년 10월 27일)은 미국 출신의 활동가, 저널리스트, 비디오그래퍼, 아나키스트이다.